# Fitobonifica
La fitobonifica è una tecnologia emergente che ricorre all'utilizzo di specie vegetali per il trattamento in situ di suoli, sedimenti e acque contaminate.
È un processo di bonifica attualmente considerato fra le tecnologie alternative ai trattamenti consolidati.
La vasta gamma di contaminanti ai quali è possibile applicare questa tecnologia comprende metalli, fitofarmaci, solventi, materiali esplosivi, idrocarburi del petrolio e idrocarburi policiclici aromatici.

## Meccanismo
Il processo nel quale i contaminanti organici presenti nel sottosuolo vengono assorbiti e degradati a opera dei vegetali è più propriamente detto di fitodegradazione, mentre quello in cui i vegetali assorbono i metalli pesanti presenti nel sottosuolo e li accumulano nella porzione epigea, in modo che possano essere quindi rimossi mediante il raccolto, è detto fitoestrazione. 

## Applicazioni
Il principale svantaggio di questa tecnologia, che appare molto interessante sotto il profilo applicativo per i ridotti costi di intervento, è dato dalla modesta velocità dei processi di riduzione del carico inquinante, ciò che conduce a tempi di applicazione spesso eccessivamente lunghi.
Tra i metodi per migliorarne i risultati, in particolare nei processi di fitoestrazione, vi è la solubilizzazione dei metalli mediante l'aggiunta di agenti chelanti nel terreno, ciò che ne aumenta la biodisponibilità e ne favorisce l'accumulo da parte delle specie vegetali.
La capacità fitoestrattiva di Helianthus annuus e Brassica juncea nei confronti di due diversi suoli contaminati da piombo e cadmio è aumentata a seguito del dosaggio di EDTA, DTPA, PDA e NTA. Anche in questo caso, sono state riscontrate elevate concentrazioni di metalli pesanti nelle acque di percolazione.